# Campoverde
Campoverde è una frazione del comune bresciano di Salò ormai completamente inglobata nel centro abitato.

## Storia
La località di Caccavero era un piccolo villaggio agricolo di antica origine della Riviera di Salò.
Nel 1700 Campovede era chiamato anche Caciaberio. Risalendo ancora più indietro nel tempo, nel 1016 compare il nome di Cacavario. Nel tempo Campoverde è normalmente nominato come Caccavero o Cacavero. Sembra che il primo villaggio di Cacavero abbia avuto origini sul finire dell'Impero Romano e che si sia distinto per la presenza di artigiani costruttori di oggetti in terracotta o caccavelle: dal greco caccabos (κακκαβος) = piccolo recipiente, da cui l'origine del nome Cacavero. 
Alla costituzione nel 1861 del Regno d’Italia, il comune aveva una popolazione residente di 424 abitanti e veniva amministrato da un sindaco, da una giunta e da un consiglio.
Nel 1906 Cacavero divenne Campoverde come si legge al numero 19 della delibera consigliare: "cambiamento di denominazione del Comune" che, fra l'altro, riporta "...un gruppo di elettori avrebbero proposto di sostituire alla denominazione di Caccavero quella di Campoverde e tale proposta sarebbe accettabile perché per la sua giacitura, per il clima dolcissimo e per il terreno fertilissimo, questo paese coltivato ad aranci, olivi e ortaggi mantiensi sempre verde anche nella stagione invernale". La nuova denominazione venne ratificata con il Regio Decreto n. 71 del 28 febbraio 1907.
Del 1926 è la delibera per la proposta di aggregazione di Campoverde a Salò come risulta dal registro n. 11, periodo dal 13/03/1921 al 1927, conservato all'archivio comunale di Salò. Il comune di Campoverde venne definitivamente aggregato al comune di Salò a seguito dell'emanazione del Regio Decreto n. 771 del 8 maggio 1927.

## Società

### Evoluzione demografica
Abitanti censiti